# Merismella amazonensis
Merismella amazonensis är en svampart som beskrevs av M.L. Farr 1986. Merismella amazonensis ingår i släktet Merismella och familjen Chaetothyriaceae.   Inga underarter finns listade i Catalogue of Life.